# Lensia exeter
Lensia exeter är en nässeldjursart som beskrevs av Totton 1941. Lensia exeter ingår i släktet Lensia och familjen Diphyidae. Inga underarter finns listade i Catalogue of Life.